# 第11施設群
第11施設群（だいじゅういちしせつぐん、英:JGSDF 11th Engineer Group(Construction)）は、陸上自衛隊福島駐屯地（福島県福島市）に群本部が駐屯する第2施設団隷下の施設科部隊である。

## 概要
第105施設大隊を母体として1974年（昭和49年）3月に編成された陸上自衛隊で11番目となる施設群である。施設群長は、1等陸佐（二）が充てられ、群本部、本部管理中隊および2個の施設中隊から編成されている。群主力が福島駐屯地に、1個施設中隊が秋田駐屯地に駐屯しており、施設科部隊としてさまざまな災害派遣や国際貢献活動で活躍している。
1999年（平成11年）3月に全国の陸自施設科部隊にさきがけて、隷下の施設中隊を機能別中隊に改編。群内の各施設中隊は、同一の編成であったが、この改編で「築城」「障害」「機動支援」「交通」の4つの機能別編成に改められた。現在は、統廃合により「築城」と「障害」が統合され、「築城・障害」「機動支援」「交通」の3つの機能別編成になっている。よって、各施設群の施設中隊は、4個施設中隊から3個施設中隊に縮小されている。2025年（令和7年）3月に「機動支援」を担当する第356施設中隊が廃止された。

## 沿革
第6管区隊第6施設大隊
- 1954年（昭和29年）
  - 9月25日：第6管区隊編成により、第6施設大隊が南古河駐屯地において編成完結。第6管区隊の隷下となる。
  - 12月22日：第6施設大隊が南古河駐屯地から福島駐屯地に移駐。
- 1956年（昭和31年）8月7日：第6管区隊の妙高山系における陸上自衛隊初の山地研究演習に参加（～8月9日まで）。

第105施設大隊
- 1960年（昭和35年）8月12日：部隊改編。

1. 第105施設大隊（神町駐屯地）が第6施設大隊に改称。
2. 第6施設大隊（福島駐屯地）が第105施設大隊に改称[3]。

- 1961年（昭和36年）8月17日：第105施設大隊が新編された第2施設団（仙台駐屯地）に編合。

第11施設群
- 1974年（昭和49年）3月26日：第105施設大隊（福島駐屯地）を廃止・改編し、第11施設群が福島駐屯地に新編。第2施設団に編合。

※ 編成（群本部・本部中隊、第329施設中隊～第331施設中隊、第302ダンプ車両中隊、第311施設器材中隊、第310地区施設隊（秋田駐屯地））
- 1983年（昭和58年）3月28日：第302ダンプ車両中隊（福島駐屯地）を廃止。
- 1989年（平成元年）3月24日：部隊改編。

1. 本部中隊を本部管理中隊に改編。
2. 第310地区施設隊（秋田駐屯地）を廃止・改編し、第347施設中隊を秋田駐屯地に新編。第11施設群に編合。

- 1999年（平成11年）3月29日：機能別中隊に改編。

1. 第329施設中隊（福島駐屯地）を廃止・改編し、第354施設中隊「築城」を福島駐屯地に新編[1]。第11施設群に編合。
2. 第330施設中隊（福島駐屯地）を廃止・改編し、第355施設中隊「障害」を福島駐屯地に新編[1]。第11施設群に編合。
3. 第331施設中隊（福島駐屯地）を廃止・改編し、第356施設中隊「機動支援」を福島駐屯地に新編[1]。第11施設群に編合。
4. 第347施設中隊（秋田駐屯地）を廃止・改編し、第357施設中隊「交通」を秋田駐屯地に新編[1]。第11施設群に編合。
5. 第311施設器材中隊（福島駐屯地）を廃止。

- 2006年（平成18年）3月27日：部隊改編。

1. 第354施設中隊「築城」（福島駐屯地）を廃止・改編し、第377施設中隊「築城」を福島駐屯地に新編[4]。第11施設群に編合。
2. 第355施設中隊「障害」（福島駐屯地）を廃止・改編し、第378施設中隊「障害」を福島駐屯地に新編[4]。第11施設群に編合。
3. 後方支援体制移行に伴い、整備部門を東北方面後方支援隊第105施設直接支援大隊第2直接支援中隊に移管。

- 2018年（平成30年）3月27日：部隊改編。

1. 第377施設中隊（福島駐屯地）を「築城」から「築城・障害」に改編。
2. 第378施設中隊「障害」（福島駐屯地）を廃止[5]。

- 2025年（令和07年）3月24日：第356施設中隊「機動支援」（福島駐屯地）を廃止[2][6]。

## 部隊編成・駐屯地
編成
- 第11施設群本部
- 本部管理中隊「11施群-本」
- 第357施設中隊「357施」（交通）
- 第377施設中隊「377施」（築城・障害）

駐屯地
- 福島駐屯地（福島県福島市）
  - 群本部および本部管理中隊
  - 第377施設中隊
- 秋田駐屯地（秋田県秋田市）
  - 第357施設中隊

## 整備支援部隊
- 東北方面後方支援隊第105施設直接支援大隊第2直接支援中隊「105施直支-2」（福島駐屯地）：2006年（平成18年）3月27日から第11施設群を支援。

- 東北方面後方支援隊第105施設直接支援大隊第2直接支援中隊秋田派遣隊「105施直支-2」（秋田駐屯地）：2006年（平成18年）3月27日から第357施設中隊を支援。

## 主要幹部
| 官職名       | 階級    | 氏名     | 補職発令日     | 前職                         |
| ------------ | ------- | -------- | -------------- | ---------------------------- |
| 第11施設群長 | 1等陸佐 | 高田善行 | 2024年03月18日 | 東北方面総監部総務部総務課長 |

| 代 | 氏名     | 在職期間                        | 前職                                                 | 後職                                    |
| -- | -------- | ------------------------------- | ---------------------------------------------------- | --------------------------------------- |
| 01 | 伊藤博芳 | 1974年03月26日 - 1976年03月15日 | 第2施設団本部付                                      | 中部方面総監部営繕課長                  |
| 02 | 三島正治 | 1976年03月16日 - 1978年01月29日 | 統合幕僚会議事務局第2幕僚室勤務                      | 陸上幕僚監部調査部調査第1課企画班長     |
| 03 | 橋本正敏 | 1978年01月30日 - 1980年03月16日 | 第3施設団本部高級幕僚                                | 陸上自衛隊東北地区補給処総務部長        |
| 04 | 齋藤元行 | 1980年03月17日 - 1982年03月15日 | 北部方面総監部装備部施設課長                         | 陸上自衛隊施設補給処企画室長            |
| 05 | 木原貞温 | 1982年03月16日 - 1983年07月31日 | 東北方面総監部装備部施設課長                         | 陸上自衛隊施設補給処総務部長            |
| 06 | 花輪昌和 | 1983年08月01日 - 1986年07月31日 | 第5施設団本部高級幕僚                                | 第1施設団本部勤務                       |
| 07 | 竹内富雄 | 1986年08月01日 - 1988年07月31日 | 第6師団司令部第4部長                                 | 統合幕僚会議事務局第3幕僚室指揮調整班長 |
| 08 | 太田實乗 | 1988年08月01日 - 1991年03月15日 | 第1師団司令部第3部長                                 | 陸上幕僚監部教育訓練部教育課長          |
| 09 | 白石博司 | 1991年03月16日 - 1993年03月23日 | 中部方面総監部装備部施設課長                         | 防衛研究所所員                          |
| 10 | 國分政夫 | 1993年03月24日 - 1995年03月31日 | 陸上幕僚監部調査部調査第2課調査第1班長               | 東北方面総監部装備部長                  |
| 11 | 池田稔   | 1995年04月01日 - 1998年03月22日 | 陸上自衛隊幹部学校総務部総務課長                     | 第5施設団副団長                         |
| 12 | 田上建資 | 1998年03月23日 - 1999年11月30日 | 陸上自衛隊施設学校研究部長                           | 第5施設団副団長                         |
| 13 | 兒玉稔   | 1999年12月01日 - 2001年11月30日 | 東北方面総監部装備部施設課長                         | 陸上自衛隊補給統制本部施設部長          |
| 14 | 森田展茂 | 2001年12月01日 - 2003年07月31日 | 陸上幕僚監部人事部募集課募集班長                     | 陸上自衛隊補給統制本部施設部長          |
| 15 | 町田英俊 | 2003年08月01日 - 2005年07月27日 | 陸上幕僚監部人事部募集課募集班長                     | 陸上幕僚監部総括副監察官                |
| 16 | 鈴木孝雄 | 2005年07月28日 - 2007年12月02日 | 東北方面総監部装備部施設課長                         | 陸上自衛隊富士学校管理部長              |
| 17 | 平野寛忠 | 2007年12月03日 - 2009年07月31日 | 統合幕僚学校教育課教官室学校教官                     | 陸上自衛隊研究本部研究員                |
| 18 | 中野義久 | 2009年08月01日 - 2011年04月26日 | 統合幕僚監部防衛計画部防衛課防衛班長                 | 陸上幕僚監部防衛部情報通信・研究課長    |
| 19 | 小谷琢磨 | 2011年04月27日 - 2013年07月31日 | 陸上幕僚監部教育訓練部教育訓練計画課器材・演習場班長 | 陸上自衛隊幹部学校学校教官              |
| 20 | 生田目徹 | 2013年08月01日 - 2015年03月22日 | 統合幕僚監部運用部運用第2課国際地域調整官            | 陸上自衛隊研究本部研究開発企画官        |
| 21 | 坂元秀明 | 2015年03月23日 - 2017年03月22日 | 統合幕僚監部運用部運用第3課訓練班長                  | 陸上自衛隊研究本部主任研究開発官        |
| 22 | 古舘俊之 | 2017年03月23日 - 2019年03月31日 | 陸上自衛隊施設学校主任教官                           | 陸上自衛隊補給統制本部施設部長          |
| 23 | 坂本浩紀 | 2019年04月01日 - 2022年03月13日 | 第10師団司令部第3部長                                | 陸上自衛隊施設学校教育部長              |
| 24 | 佐藤洋   | 2022年03月14日 - 2024年03月17日 | 陸上自衛隊教育訓練研究本部勤務                       | 陸上自衛隊施設学校教育部長              |
| 25 | 高田善行 | 2024年03月18日 -                | 東北方面総監部総務部総務課長                         |                                         |

## 主要装備
- 92式地雷原処理車
- 83式地雷敷設装置
- 81式自走架柱橋
- 75式ドーザ
- 大型ドーザ
- 中型ドーザ
- グレーダ
- 掩体掘削機
- 油圧ショベル
- 道路障害作業車
- 資材運搬車
- バケットローダ
- 89式5.56mm小銃
- 84mm無反動砲
- 12.7mm重機関銃
- 110mm個人携帯対戦車弾
- 3 1/2tトラック / 73式大型トラック
- 1 1/2tトラック / 73式中型トラック
- 1/2tトラック / 73式小型トラック
- 3トン半ダンプ
- 1トン半救急車

## 廃止（改編）部隊
- 1983年（昭和58年）3月28日廃止
  - 第302ダンプ車両中隊「302ダンプ」（福島駐屯地）：
- 1989年（平成元年）3月23日廃止
  - 第310地区施設隊「310地施」（秋田駐屯地）：第347施設中隊（秋田駐屯地）に改編。
- 1999年（平成11年）3月28日廃止。
  - 第329施設中隊「329施」（福島駐屯地）：第354施設中隊「築城」に改編。
  - 第330施設中隊「330施」（福島駐屯地）：第355施設中隊「障害」に改編。
  - 第331施設中隊「331施」（福島駐屯地）：第356施設中隊「機動支援」に改編。
  - 第347施設中隊「347施」（秋田駐屯地）：第357施設中隊「交通」に改編。
  - 第311施設器材中隊「311施器」（福島駐屯地）：
- 2006年（平成18年）3月26日廃止
  - 第354施設中隊「354施」（福島駐屯地）：第377施設中隊「築城」に改編。
  - 第355施設中隊「355施」（福島駐屯地）：第378施設中隊「障害」に改編。
- 2018年（平成30年）3月27日廃止
  - 第378施設中隊「378施」（福島駐屯地）：第377施設中隊（福島駐屯地）を「築城」から「築城・障害」に改編。
- 2025年（令和7年）3月24日廃止
  - 第356施設中隊「356施」（福島駐屯地）：「機動支援」中隊を廃止。